# Загін самогубців: Місія навиліт
«Загін самогубців: Місія навиліт» (англ. The Suicide Squad) — американський супергеройський фільм 2021 року, оснований на команді антигероїв із коміксів DC Comics . Самостійне продовження стрічки «Загін самогубців» (2016) та загалом одинадцятий фільм у розширеному всесвіті DC. Режисером і сценаристом фільму став Джеймс Ґанн. До акторського складу увійшли Ідріс Ельба, Марго Роббі, Джон Сіна, Джай Кортні, Юель Кіннаман, Нейтан Філліон, Віола Девіс, Сильвестр Сталлоне, Майкл Рукер, Піт Девідсон, Сторм Рейд, Тайка Вайтіті, Шон Ґанн, Девід Дастмалчян, Пітер Капальді та Алісе Брага.
Продовження «Загону самогубців» планувалося ще до виходу першого фільму, створення сиквелу було підтверджено у березні 2016 року. Спочатку режисер Девід Еєр мав намір повернутися, але він відмовився у грудні 2016 року. Кінокомпанія Warner Bros. розглядала кількох режисерів, зокрема Мела Гібсона та Даніеля Еспіносу, перш ніж найняти Гевіна О'Коннора у вересні 2017 року. Однак О'Коннор покинув проєкт через рік через творчі розбіжності. У жовтні 2018 року Джеймс Ґанн, якого на той момент The Walt Disney Company звільнила з роботи над фільмом кіновсесвіту Marvel «Вартові галактики 2», отримав контракт на написання сценарію, а також режисуру в січні 2019 року. Ґанн передивився комікси «Загін самогубців» 1980-х років задля натхнення та вирішив зосередитись на нових персонажах, а не продовжувати фільм 2016 року. Основні знімання розпочалася в Атланті у вересні 2019 року.
Прем'єра фільму відбулася 30 липня 2021 року у Великій Британії.

## У ролях
| Актор              | Роль                               |
| ------------------ | ---------------------------------- |
| Марго Роббі        | Гарлін Квінзель                    |
| Ідріс Ельба        | Роберт Дюбуа / Бладспорт           |
| Джон Сіна          | Крістофер Сміт / Миротворець       |
| Юель Кіннаман      | Рік Флеґ                           |
| Сильвестр Сталлоне | Кінґ Шарк                          |
| Джай Кортні        | Джордж Гаркнесс / Капітан Бумеранг |
| Віола Девіс        | Аманда Воллер                      |
| Пітер Капальді     | Гай Грівз / Мислитель              |
| Девід Дастмалчян   | Абнер Крилл / Крапочка-мен         |
| Даніела Мельхіор   | Щуроловка / Щуроловець 2           |
| Тайка Вайтіті      | Щуролов                            |
| Нейтан Філліон     | Флойд Бєлкін / Ч.В.Р               |
| Шон Ґанн           | Ласка / Людина-календар            |
| Майкл Рукер        | Брайан Дерлін / Савант             |
| Піт Девідсон       | Річард "Дік" Герц / Блекґард       |
| Флула Борг         | Джавелін                           |
| Алісе Брага        | Сол Сорія                          |
| Стів Ейджі         | Джон Економос                      |
| Ді Бредлі Бейкер   | Себастьян                          |
| Дженніфер Голланд  | Емілія Харкорт                     |
| Пом Клементьєв     | камео                              |
| Мікаела Гувер      | Каміла                             |

## Український дубляж
Фільм дубльовано студією Postmodern на замовлення компанії Kinomania у 2021 році.
- Перекладач — Олег Колесніков
- Режисер дубляжу — Катерина Брайковська
- Звукорежисер — Дмитро Мялковський
- Координатор проєкту — Юлія Кузьменко
- Ролі дублювали:
  - Кирило Нікітенко — Бладспорт
  - Катерина Брайковська — Харлін Квінзель / Харлі Квінн
  - Андрій Мостренко — Миротворець
  - Антоніна Хижняк — Щуроловка / Щуроловець 2
  - Дмитро Терещук — Рік Флеґ
  - Ольга Радчук — Аманда
  - Олександр Погребняк — Крапочка-мен
  - Володимир Кокотунов — Кінґ Шарк
  - Дмитро Завадський — Мислитель
  - Дмитро Гаврилов — Бумеранг
  - Юрій Кудрявець — Сільвіо
  - Михайло Кришталь — Матео
  - Віталій Гордієнко — Щуролов, Людина-календар
  - А також: Володимир Терещук, Катерина Буцька, Петро Сова, Вячеслав Скорик та інші

## Назва
У багатьох країнах світу фільм просто названий «Загін самогубців» (англ. The Suicide Squad, ісп. El escuadrón suicida, порт. O Esquadrão Suicida тощо), відмінність від першого фільму полягає лише у приставці на початку (The, El, O). Оскільки в українській мові відсутні подібні конструкції, в Україні фільм вирішили назвати «Загін самогубців: Місія навиліт».

## Виробництво

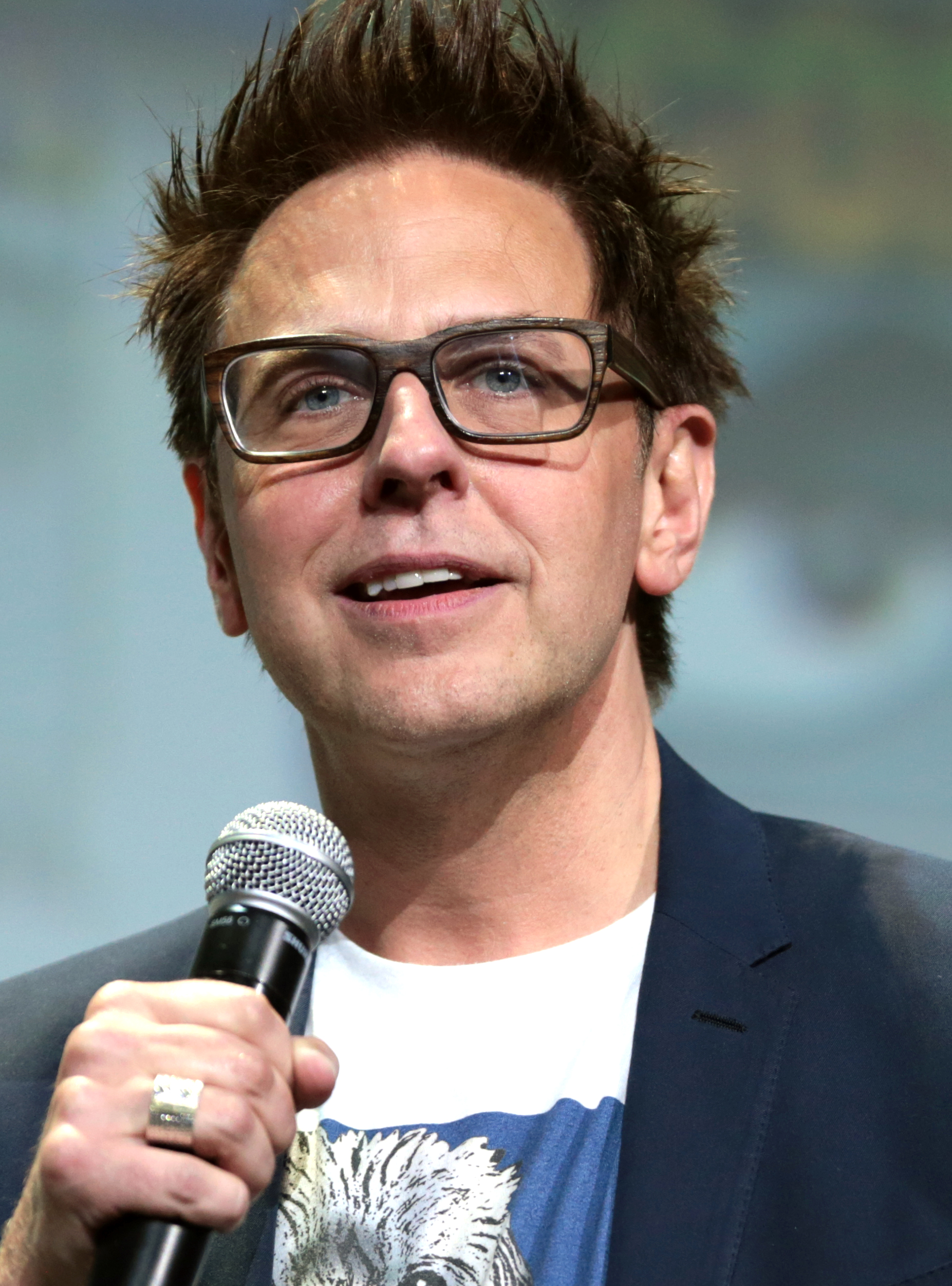
Джеймс Ґанн, сценарист і режисер «Загону самогубців»

У березні 2016 року, напередодні виходу «Загону самогубців», компанія Warner Bros. оголосила, що сиквел у розробці. Девід Еєр і Вілл Сміт приєдналися як режисер та виконавець ролі Дедшота, а знімання повинні були початись у 2017 році після завершення їхньої роботи над стрічкою «Яскраві». Наступного місяця Еєр висловив зацікавленість у створенні продовження з R-рейтингом, але до грудня покинув проєкт на користь іншої стрічки. Невдовзі кінокомпанія Warner Bros. вступила у переговори з Мелом Гібсоном щодо зніманнь, але він покинув проєкт після затримок виробництва. На місце режисера розглядалися Даніель Еспіноса, Джонатан Левін та Рубен Флейшер. У березні 2017 року був найнятий сценарист «Легенди про Тарзана» Адам Козад. Продовження «Загону самогубців», як кажуть, було пріоритетним для Warner Bros., з акцентом на розробці історії.
Найкращим вибором Warner Bros. на місце режисера був Жауме Колєт-Серра, але він відмовився на користь стрічки Disney «Круїз по джунглях», тому що йому не сподобалась ідея продовжувати історію, яку інший режисер почав. Девід С. Ґоєр також вважався режисером фільму. У липні Зак Пенн розробив новий сценарій і розпочав новий проєкт як люб'язність студії. Того ж місяця на San Diego Comic-Con фільм був офіційно названий «Загін самогубців 2». До серпня Джаред Лето був налаштований зіграти Джокера знову, а журнал Variety повідомив, що виробництво не розпочнеться до кінця 2018 року через участь Сміта у зніманнях «Аладдіна» та «Двійника». У вересні Гевін О'Коннор був найнятий як режисер та сценарист як співавтор Ентоні Тамбакіса, який працював над «Воїном». Майкл Де Лука приєднався до проєкту як продюсер разом із Чарльзом Ровеном. О'Коннор привів Девіда Бара Катца та Тодда Сташвіка, щоб написати спільний сценарій у червні 2018 року, який був завершений у вересні. У сценарії представлений «Загін самогубців», який намагався розшукувати Чорного Адама. Джастін Кролл з «Вараєті» наголосив, що сценарій О'Коннора був майже ідентичний тому, що і для фільму «Хижі пташки», який спочатку отримав зелене світло від Warner Bros. Розчарований, О'Коннор вийшов з проєкту на користь стрічки «Поза грою».
У липні 2018 року компанія Walt Disney та Marvel Studios відсторонили Джеймса Ґанна від роботи над фільмом у всесвіті Marvel «Вартові галактики 3» після того, як консервативні коментатори почали розповсюджувати старі суперечливі твіти навколо таких тем, як зґвалтування та педофілія. В результаті компанія Warner Bros. одразу зацікавилася залученням його як режисера фільму у розширеному всесвіті DC, крім того, запропонувала кілька пропозицій, зокрема знімання продовження «Людини зі сталі». Ґанн обрав сиквел «Загону самогубців» і до завершення врегулювання угоди про вихід з Disney та Marvel у жовтні, Warner Bros. найняв для написання сценарію і, можливо, режисури. Еєр підтримав рішення, заявивши, що наймання Ґанна — це «хоробрий і розумний хід» Warner Bros., називаючи його «правильною людиною для цієї роботи», тоді ж Дейв Батіста висловив зацікавленість у появі в фільм.

### Підготовчий період
До січня 2019 року Ґанн отримав місце режисера та компанія Warner Bros. дала назву фільму «Загін самогубців», виробництво було заплановано на вересень, а датою виходу назване 6 серпня 2021 року. Чарльз Ровен та Пітер Сафран також приєдналися до виробництва. Сафран заявив, що фільм був перейменований, «оскільки це повне перезавантаження… Це все, на що ви б могли сподіватись у сценарії Джеймса Ґанна, і я думаю, це говорить і обіцяє багато чого, і я знаю, що ми багато чого зробимо». Хоча компанія Disney відновила Ґанна на посаді режисера кінокартини «Вартові галактики 3», його робота над фільмом не розпочнеться, поки він не завершить знімання «Загону самогубців».
У лютому 2019 року The Hollywood Reporter підтвердив, що Сміт не буде повторювати свою роль з першого фільму через розбіжності графіків. Ґанн зустрівся з Ідрісом Ельбою, щоб обговорити його заміну, що «пішла так плавно, що переговори почалися зі студією серйозно». Ельба, який був єдиним кандидатом Ґанна та Warner Bros., у березні підписав контракт на роль Дедшота. Однак до квітня Ґанн та Warner Bros. вирішили, що Ельба зобразить іншого персонажа, що дозволить Сміту повернутися в майбутньому фільмі. Водночас було підтверджено повернення Віоли Девіс і Марго Роббі як Аманди Воллер і Гарлі Квінн, а Джай Кортні заявив в інтерв'ю, що знову зіграє капітана Бумеранга. Участь Юеля Кіннамана, який грав Ріка Флеґа в першому фільмі, спочатку була неясною, але він повернувся у липні. Про залучення Лето також невідомо, на відміну від Кіннамана його участь не передбачена до вересня.
Виробництво фільму було розпочате після закінчення роботи Роббі у стрічці «Хижі пташки». «Загін самогубців» описується як новий погляд на об'єкт, а не пряме продовження фільму 2016 року. На відміну від Еєра, який насамперед надихнувся коміксами «Загін самогубців» New 52, Ґанн черпав натхнення з коміксів Джона Острандера та Кіма Єла 1980-х років. Ґанн вирішив більше зосередитись на персонажах, які не були представлені в «Загоні самогубців», наприклад, на жіночій версії Щуролова, Абнері Крілли, Королі-Акулі та Миротворці. Ґанн, як говорили, розглядав Батисту як Миротворця, хоча цьому може завадити розбіжності графіків. У квітні Девід Дастмалчян і Даніела Мельхіор отримали ролі Абнера Крілли та Щуролова. Джон Сіна вів переговори щодо участі в фільмі. У липні Сторм Рейд приєдналася до акторського складу та участь Сіни була підтверджена. У серпні до них приєдналися Флула Борг та Нейтан Філліон у нерозкритих ролях. Стів Егі був найнятий для озвучення Короля-Акули, а Тайка Вайтіті почав переговори щодо своєї участі. У вересні Пітер Капальді приєднався до акторського складу, а Піт Девідсон вступив у переговори щодо свого камео. Решта акторського складу була підтверджена пізніше цього ж місяця.

### Знімання
Основні знімання розпочалася 20 вересня 2019 року в студії Pinewood Atlanta в Атланті. Знімання в Атланті триватимуть три місяці, а потім перемістять до Панами на місяць.

## Випуск
Випуск фільму в США запланований на 6 серпня 2021 року за сприяння Warner Bros. Pictures.